# Radekhiv (huyện)
Huyện Radekhiv (tiếng Ukraina: Радехівський район, chuyển tự: Radekhivs'kyi raion) là một huyện của tỉnh Lviv thuộc Ukraina. Huyện Radekhiv có diện tích 1144 km², dân số theo điều tra dân số ngày 5 tháng 12 năm 2001 là 52457 người với mật độ 46 người/km2. Trung tâm huyện nằm ở Radekhiv.